# Ева Каспжик
Ева Каспжик (пољ. Ewa Kasprzyk рођена Витковска Познањ, 7. септембар 1957) је пољска атлетичарка, специјалиста за трчање у спринтерским дисциплинама. Највеће успехе постигла је у трци на 200 метара и штафети 4 х 400 м.

## Спортска биографија
Освојила је титулу европског првака у у трци на 200 м на Европском првенству у дворани 1988. у Будимпешти, у времену 22,69 испред совјетске атлетичарке Татјане Папилине и Немице Зилке Кнол..
Она је и трострука рекордерка Пољске на отвореном: 100 и 200 метара (10,93 ) и (22,12) и у дворани на 200 м (22.69) Рекорди су постигнути 1986. и 1988, а актуелни су и данас (фебруар 2016).,.

## Значајнији резултати
| Год.   | Такмичење                    | Место                     | Плас.   | Дисциплина | Рез.    |
| Пољска | Пољска                       | Пољска                    | Пољска  | Пољска     | Пољска  |
| ------ | ---------------------------- | ------------------------- | ------- | ---------- | ------- |
| 1975   | Европско јуниорско првенство | Атина, Грчка              | 5.      | 200 м      | 44,93   |
| 1975   | Европско јуниорско првенство | Атина, Грчка              |         | 4 x 100 м  | 24,18   |
| 1977   | Универзијада                 | Софија, Бугарска          |         | 4 x 100 м  | 44,79   |
| 1983   | Светско првенство            | Хелсинки, Финска          | 8.      | 200 м      | 23,03   |
| 1984   | Европско првенство у дворани | Гетеборг, Шведска         | 2. (кв) | 200 м      | 23,651  |
| 1986   | Европско првенство у дворани | Мадрид, Шпанија           |         | 200 м      | 22,96   |
| 1986   | Игре пријатељства            | Москва, СССР              | 2       | 200 м      | 22,13   |
| 1986   | Европско првенство           | Штутгарт, Западна Немачка | 5.      | 200 м      | 22,73   |
| 1986   | Европско првенство           | Штутгарт, Западна Немачка | 6.      | 4 х 100 м  | 43,54   |
| 1986   | Европско првенство           | Штутгарт, Западна Немачка |         | 4 x 400 m  | 3:24,65 |
| 1987   | Светско првенство            | Рим, Италија              | 7.      | 200 м      | 22,52   |
| 1988   | Европско првенство у дворани | Будимпешта, Мађарска      |         | 200 м      | 22,69   |

1Није стартовала у полуфиналу.

## Лични рекорди
| Дисциплина | Дисциплина   | Резултат | Место      | Датум         |
| ---------- | ------------ | -------- | ---------- | ------------- |
| 100 м      | на отвореном | 10,93    | Гдањск     | 27. јун 1986. |
| 200 м      | на отвореном | 22,13    | Москва     | 8. јул 1986.  |
| 200 м      | у дворани    | 22,69    | Будимпешта | 7. март 2014. |